# Alamanda de Rocabertí i Serrallonga
Alamanda de Rocabertí i Serrallonga (?- 1373) va ser baronessa de Santa Coloma, filla de Dalmau VII de Rocabertí i Beatriu de Serrallonga.
El 1331 es casa amb Pere de Queralt i de Castellnou. En morir el seu espòs el 1348, es converteix en la usufructuària de la baronia de Santa Coloma. Els primers compassos del Senyoriu d’Alamanda estan marcats pels efectes de la pesta negra. Seguint la línia dels seus predecessors, confia en la comunitat jueva per dinamitzar l'economia colomina i la seva pròpia: el 1353 nomena el jueu Samuel Tubba com a recol·lector dels seus rèdits, i el 1358 confirma els privilegis de la comunitat hebrea.
Des de 1356 fins a 1364, Alamanda comparteix el senyoriu amb Dalmau. Durant aquest període, segons Emma Liaño, els Queralt prioritzen la construcció de Santa Maria de Bell-lloc a l'església parroquial de Santa Coloma. Malgrat que la pesta obliga a aturar-ne les obres iniciades el 1331, a principis dels anys seixanta ja s'havia finalitzat la capella de la Santa Creu i de Sant Jaume.
Vers 1364, Alamanda i Dalmau van enemistar-se, fet que va provocar que la mare es desplacés a Pontils. El 1366, ambdós es disputen la quadra de Vespella.
El 5 de novembre de 1873, Alamanda dicta testament deixant com a hereu principal el seu fill Guerau. Morta el dia 8 del mateix mes, el seu cos va ser enterrat a la capella del Corpus Christi de la Catedral de Tarragona.